# Chrysopilus fascipennis
Chrysopilus fascipennis är en tvåvingeart som först beskrevs av Enrico Adelelmo Brunetti 1920.  Chrysopilus fascipennis ingår i släktet Chrysopilus och familjen snäppflugor. Inga underarter finns listade i Catalogue of Life.